# Der Mustergatte (1959)
Der Mustergatte ist eine Schweizer Filmkomödie von Karl Suter aus dem Jahre 1959 und der erste Dialektfilm von Produzent Erwin C. Dietrich.

## Handlung
Willy Guggenbühl ist ein korrekter Ehemann. Mit seiner Pünktlichkeit geht er seiner Frau Margrit jedoch gehörig auf die Nerven. Eine Verabredung mit ihrem Jugendfreund Roger Nyffeler ändert die Situation nicht. Erst als Margrit die Scheidung verlangt, erkennt Willy den Ernst der Lage. Sein Nachbar Edi Leuenberger erläutert ihm das Geheimnis seiner Ehe mit Yvonne, nämlich immer genügend Platz für Eifersucht lassen, damit keine Langeweile auftaucht. 
Es kommt zu einem Treffen zwischen Willy und Yvonne, bei dem sie sich über ihre Eheprobleme aussprechen. Der Abend endet in einem Trinkgelage. Yvonne verschwindet spurlos. Edi sucht sie bei Willy, der sich durch sein Benehmen dem Verdacht eines Seitensprunges aussetzt. Die Verhältnisse kehren sich um. Während Edi wütend und eifersüchtig wird, entdeckt Margrit eine völlig neue Seite an ihrem Mann. Weitere Verwicklungen führen schliesslich zur Versöhnung der Ehepaare.

## Hintergrund
Die Handlung beruht auf dem Theaterstück Fair and Warmer von Avery Hopwood. Deutschsprachige Verfilmungen waren bereits 1937 als Der Mustergatte mit Heinz Rühmann und 1956 als Der Mustergatte: Kann ein Mann soo treu sein? mit Harald Juhnke erschienen.
Schauspieler Walter Roderer feierte 1958 mit dem Schwank Der Mustergatte gerade große Erfolge auf der Bühne und im Fernsehen. Produzent Erwin C. Dietrich präsentierte ihm seine Idee, den Stoff mit einer schweizerdeutschen Version ins Kino zu bringen. Roderer übernahm die gleiche Rolle, die er bereits auf der Bühne gespielt hatte. Er verzichtete auf eine Gage und begnügte sich mit einem Anteil an den Einnahmen bei den Aufführungen. 
Die mit einem minimalen Budget ausgestatteten Dreharbeiten dauerten von Juni bis Juli 1959. Die Kulissen der Innenszenen wurden im Filmstudio Salmen in Schlieren aufgebaut, einem Gasthaus mit Vereinsbühne. Für die Aussenaufnahmen begab man sich zur Villa Grieder in Zumikon. 
Die Erstaufführung erfolgte am 27. August 1959 im Zürcher Kino Apollo. Der Film war ein Erfolg und wurde in Zürich während vierzehn Wochen gespielt. Erst am 21. Juli 1961 fand der synchronisierte Film unter dem Titel So ein Mustergatte den Weg in die bundesdeutschen Kinos. Vorgängig mussten rechtliche Probleme mit einer Berliner Produktionsgesellschaft ausgeräumt werden, die 1956 mit Kann ein Mann sooo treu sein... bereits eine eigene Version herausgebracht hatte.

## Kritiken
„Die Schweizer Neuverfilmung serviert den bekannten Komödienstoff mit farblosen Darstellern unter einer langweiligen Regie.“